# YJA STAR
La YJA-Star (sigla per Yekîtiya Jinên Azad Star, Unità delle Donne Libere in lingua curda) è un'unità paramiltare affiliata al Partito dei Lavoratori del Kurdistan e composta da personale femminile. La YJA STAR è attiva nel conflitto intrapreso dalle forze curde contro lo Stato Islamico.